# Phare de la pointe des Dames
Le phare de la pointe des Dames est situé dans le bois de la Chaise, au nord-est de l'île de Noirmoutier en Vendée.
Il a été gardé en l'état. Il est l'un des phares vendéens les plus anciens.

## Historique
En 1867, construction d'une tourelle carrée de 18,70 m et corps de logis recevant un feu fixe à secteurs blanc et rouge. En 1910, la tour est entièrement peinte en blanc.

## Phare actuel

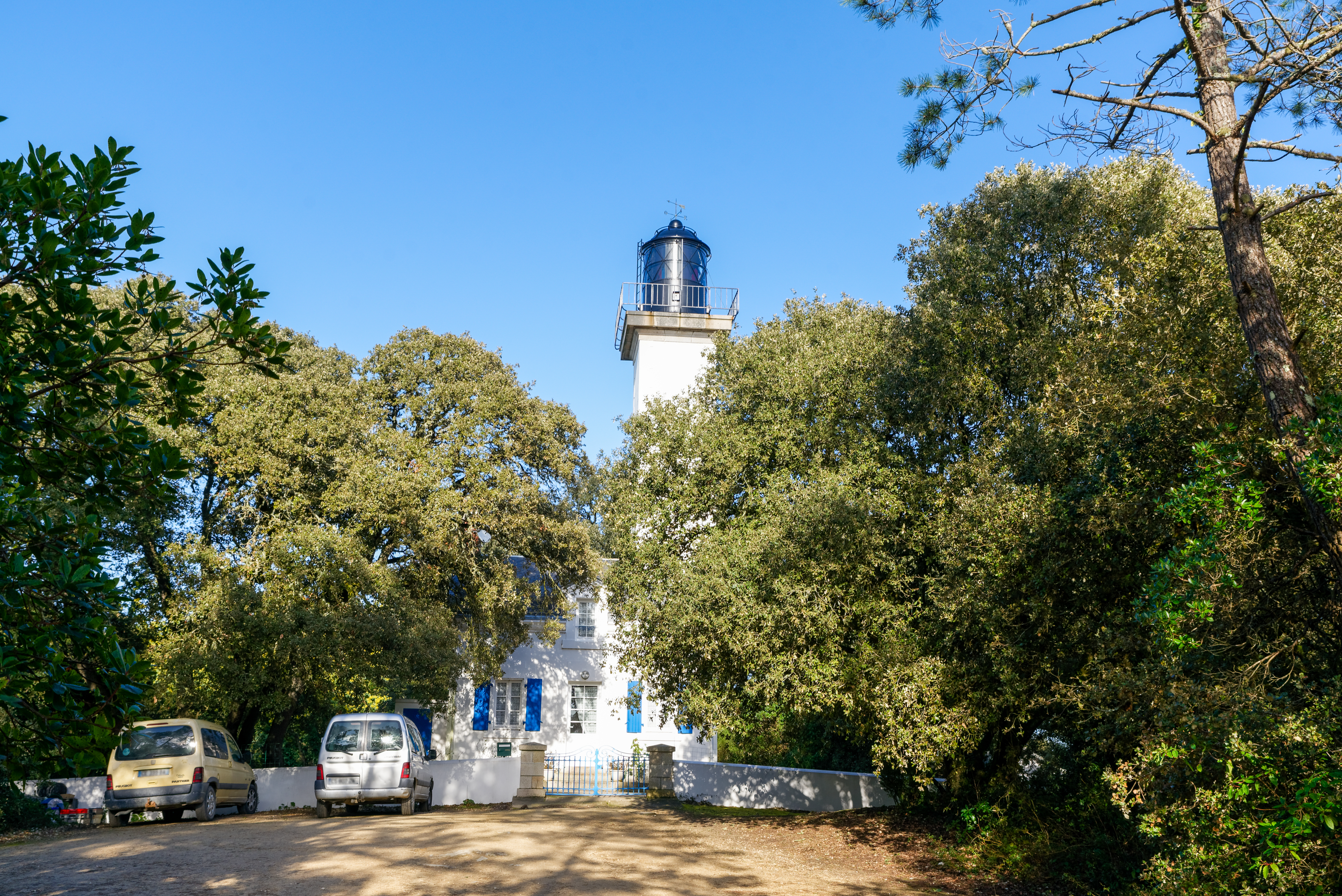
Phare de la Pointe des Dames

Le phare actuel est très typique comme maison-phare. Il comprend des dépendances, un puits et même un menhir.
Depuis 1950, il porte un feu à 3 occultations toutes les 12 s, en secteurs blanc, rouge et vert.
Il est automatisé et télécontrôlé depuis 2002.
Il est toujours gardienné, mais ne se visite pas.
Le phare et ses annexes ont été inscrits au registre des monuments historiques le 29 novembre 2011.